# EX-347
La carretera EX-347 es de titularidad de la Junta de Extremadura. Su categoría es local. Su denominación oficial es   EX-347 , de Villanueva de la Serena a La Haba.

## Historia de la carretera
Es la antigua BA-630 que fue renombrada en el cambio del catálogo de Carreteras de la Junta de Extremadura en el año 1997.

## Inicio
Su origen está en la glorieta intersección con   EX-206  en Villanueva de la Serena. (38°57′59″N 5°47′56″O / 38.966506, -5.798994)

## Final
Su final está en la glorieta de intersección con la   EX-346  en La Haba.

## Evolución futura de la carretera
La carretera se encuentra acondicionada dentro de las actuaciones previstas en el Plan Regional de Carreteras de Extremadura.